# Суружон, Леон
Леон Сабитай Суружон (28 января 1913, Нови-Пазар, Сербия — 28 января 2007, Брюссель, Бельгия) — болгарский музыкант, скрипач, музыкальный педагог, почëтный доктор Национальной музыкальной академии в Софии.

## Биография
Из сефардской еврейской семьи. В детстве учился игре на скрипке вместе со своим братом, но так быстро добился успехов, что семья решила отправить его на обучение в Софию у известного чешского музыканта Ганса Коха.
В начале 1930-х годов окончил Пражскую консерваторию, стал заниматься концертной деятельность в Болгарии. Был назначен концертмейстером в Софийском оперном театре.
Для совершенствования мастерства отправился в Париж, где обучался у выдающегося скрипача, пианиста и композитора Джордже Энеску. Получил диплом школы Эколь Нормаль, после чего вернулся в Софию.
Во время второй мировой войны в 1943 году Л. Суружон был отправлен в еврейский трудовой лагерь.
С 1949 года — профессор по классу скрипки Болгарской государственной консерватории, с 1959 по 1962 — декан инструментального факультета, один из ведущих музыкальных педагогов Болгарии. Воспитал целую плеяду лучших представителей болгарской скрипичной школы, среди которых Веселин Парашкевов, Дора Иванова, Ангел Станков, Йосиф Радионов и др.
Концертировал в СССР, Бельгии, Испании, Франции, Чехословакии, Польше, Китае, Израиле, на Кубе и др. странах. В его репертуаре были концерты и камерные произведения Баха, Чайковского, Паганини, Брамса, Владигерова и др.
В начале 1980-х годов Леон Суружон с группой болгарских музыкантов по приглашению антверпенской Оперы гастролировал в Бельгии, где остался на постоянное жительство. Поступил в оперный оркестр города Антверпен. Потом преподавал в Музыкальной академии в Брюсселе, где жил до конца своих дней.
Умер на 94 году жизни в 2007 году. Согласно воле умершего, был погребëн в Болгарии.

## Семья
- Жена — Катя Казанджиева, пианистка, дочь психолога Спиридона Казанджиева и племянница поэтессы Доры Габе.
- Сестра — Султана Суружон (1904—1962), художница.

## Награды и премии
- лауреат конкурса имени Джордже Энеску в Париже (1947)